# 7372 Емімар
7372 Емімар (7372 Emimar) — астероїд головного поясу, відкритий 19 квітня 1979 року.
Тіссеранів параметр щодо Юпітера — 3,305.